# ラッセル・スクウェア

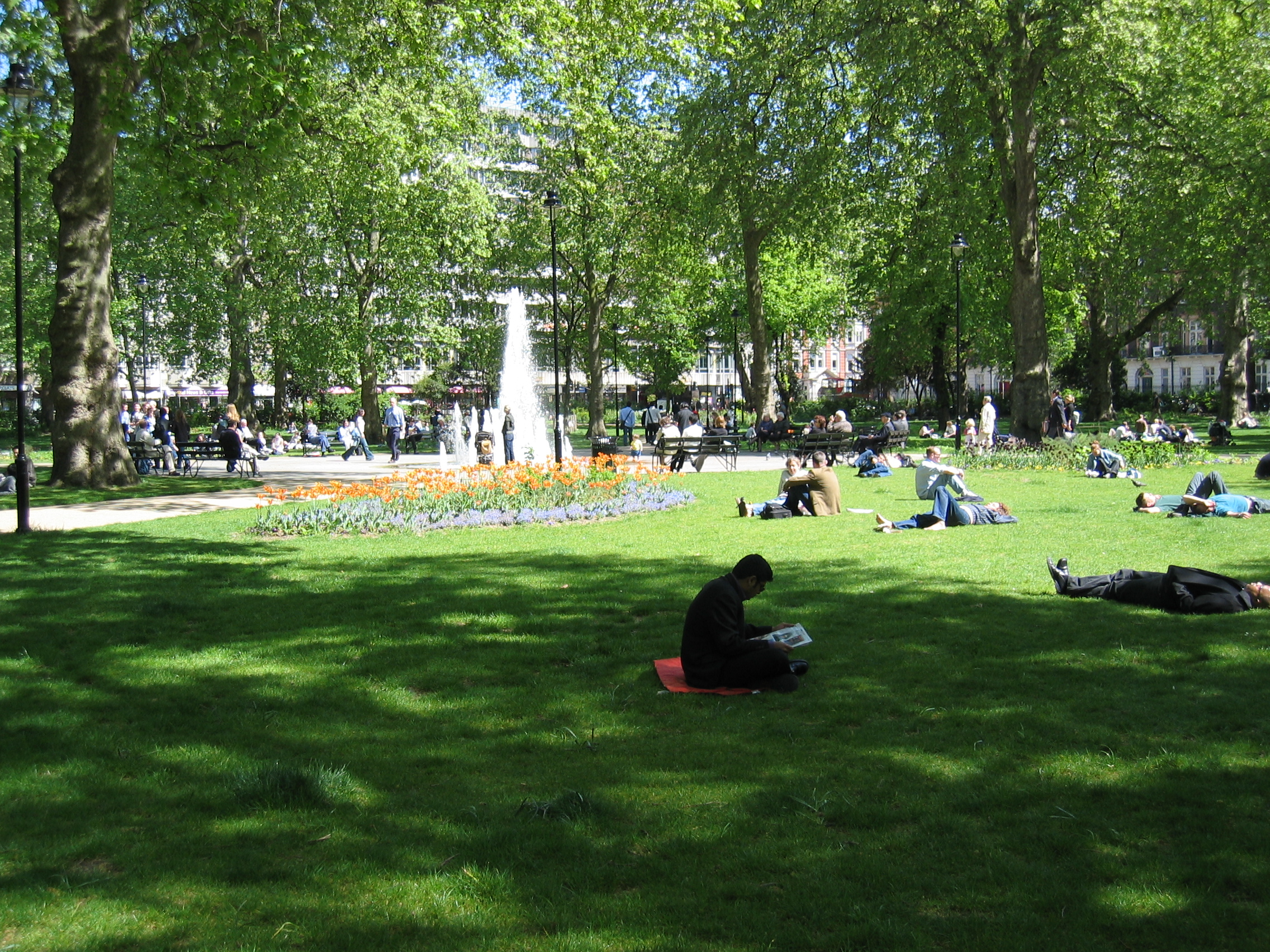
ラッセル・スクウェア

ラッセル・スクウェア（英: Russell Square）はイギリスのロンドン市中心部、カムデン区ブルームズベリーにあるロンドンで二番目に大きなスクウェア（正方形の広場）。広場周辺の地区もラッセル・スクウェアと呼ばれることもある。周囲にはロンドン大学関連の施設が多く、夏には学生で賑わう。ロンドン地下鉄の最寄り駅はラッセル・スクウェア駅。

## 概要
1800年に法律によって建設が決まり、1801年から1805年までの建設期間を経て、ラッセル・スクウェアは完成した。「ラッセル・スクウェア」という名称は土地を提供したベッドフォード公爵家の姓に由来する。ラッセル・スクウェアは1800年以前は、近隣のサウサンプトン・ローにちなんで「サウサンプトン・フィールド」や「ロング・フィールズ」と呼ばれていた。ラッセル・スクウェアは第二次世界大戦時に大きく破壊されたが、戦後再開発された。2005年7月7日に発生したロンドン同時爆破事件は広場近くで起こったため、慰霊碑が広場内に設置された。2016年8月3日深夜、ナイフを持った男が人を刺し、1人が死亡、5人がけがを負った。

## 近隣で活躍した著名人

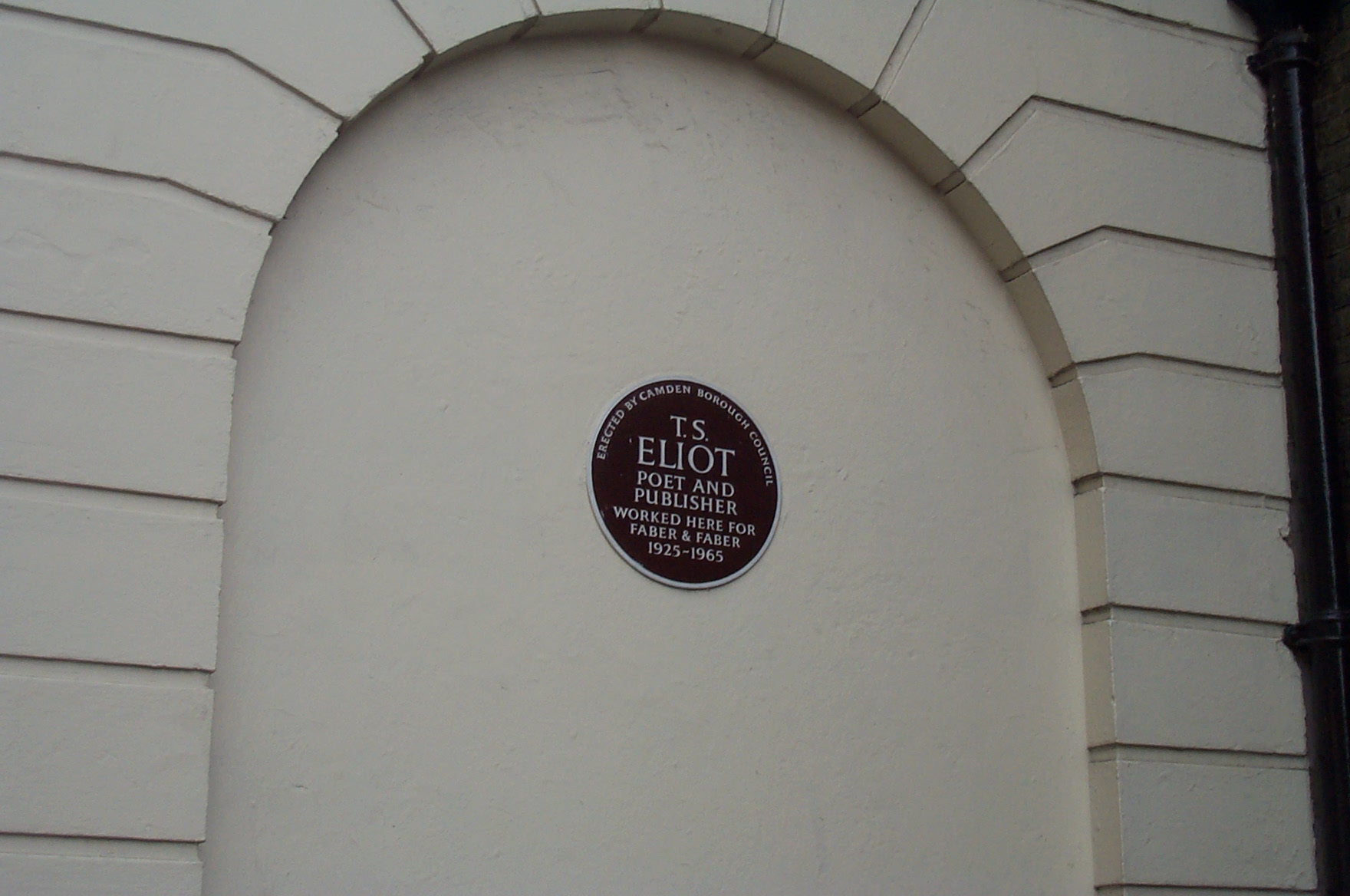
T・S・エリオットの記念のプレート

- T・S・エリオットが働いていた出版社Faber and Faberの建物 (フェイバー・ビルディング)が広場沿いにあり、記念のプレートが埋め込まれている。

- YMCAの創設者ジョージ・ウィリアムズが暮らした建物があり、記念プレートが埋め込まれている。

- トーマス・ローレンスのアトリエが広場沿いにあった。

## 近隣
- ロンドン大学本部
- ユニバーシティ・カレッジ・ロンドン
- 東洋アフリカ研究学院
- 大英博物館
- ロンドン数学会 ド・モルガン・ハウス
- ホテル・ラッセル : イギリスの大学連合「ラッセル・グループ」設立場所
- ロイヤル・ナショナル・ホテル

## ギャラリー

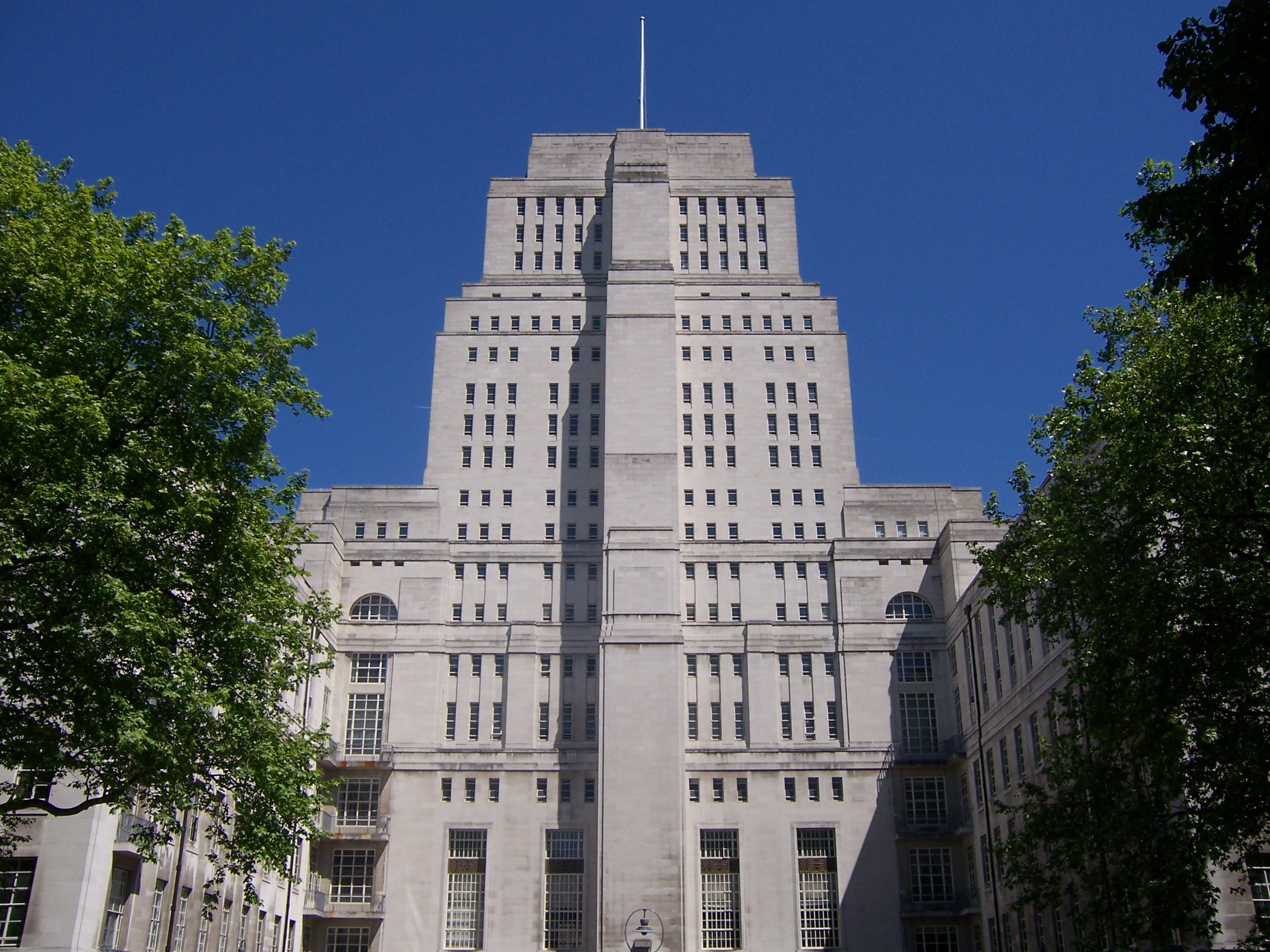
ロンドン大学本部
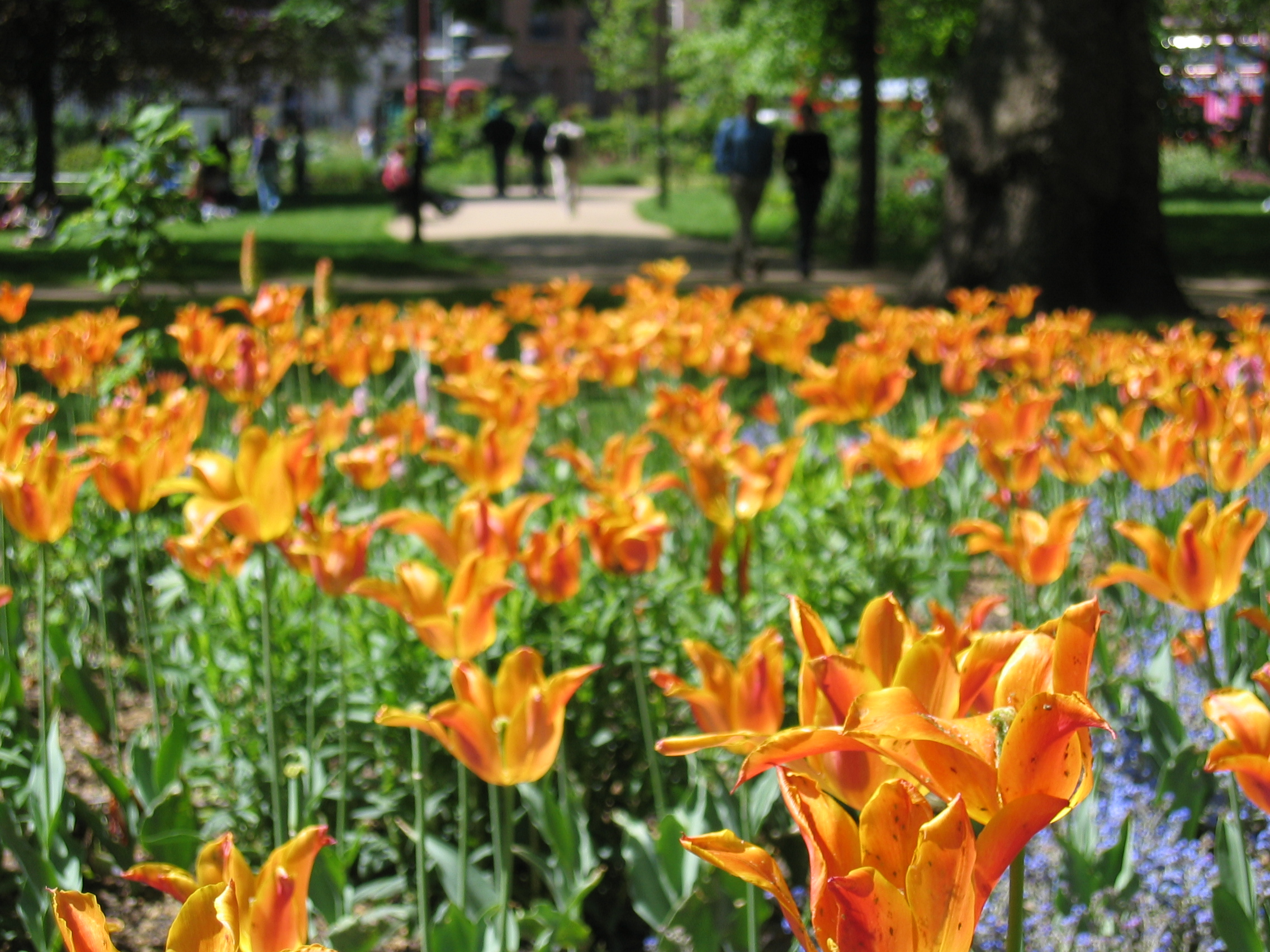
チューリップが咲く5月
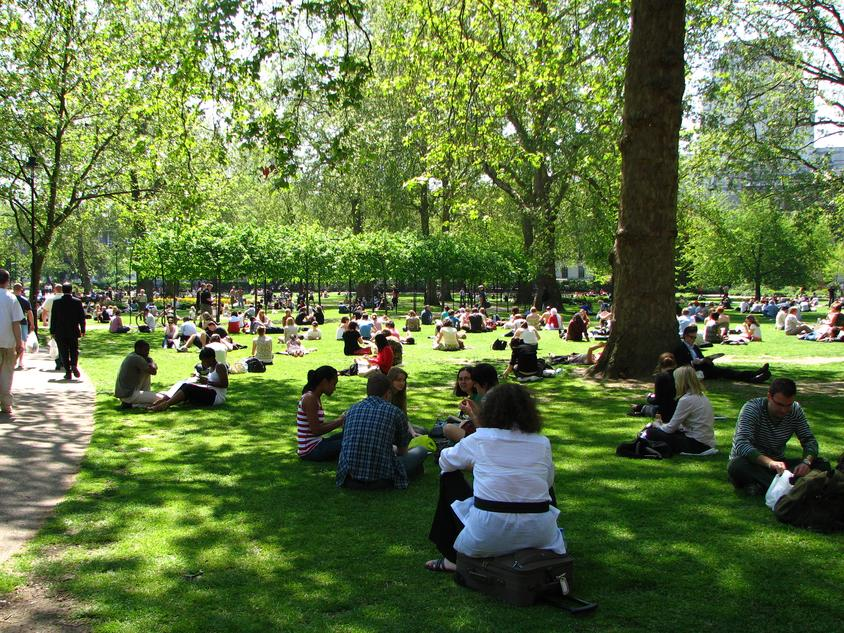
憩いの広場
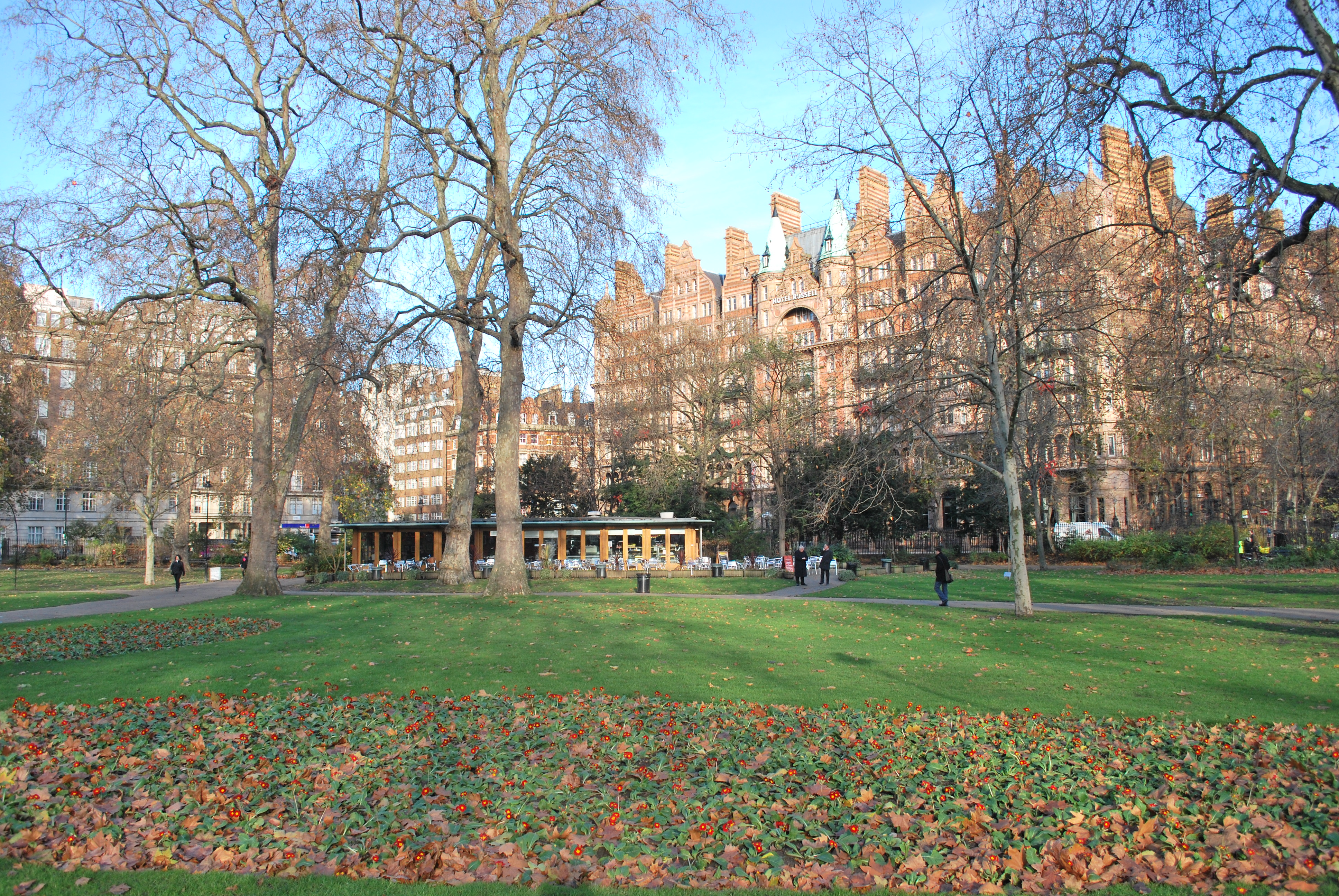
広場内のカフェ
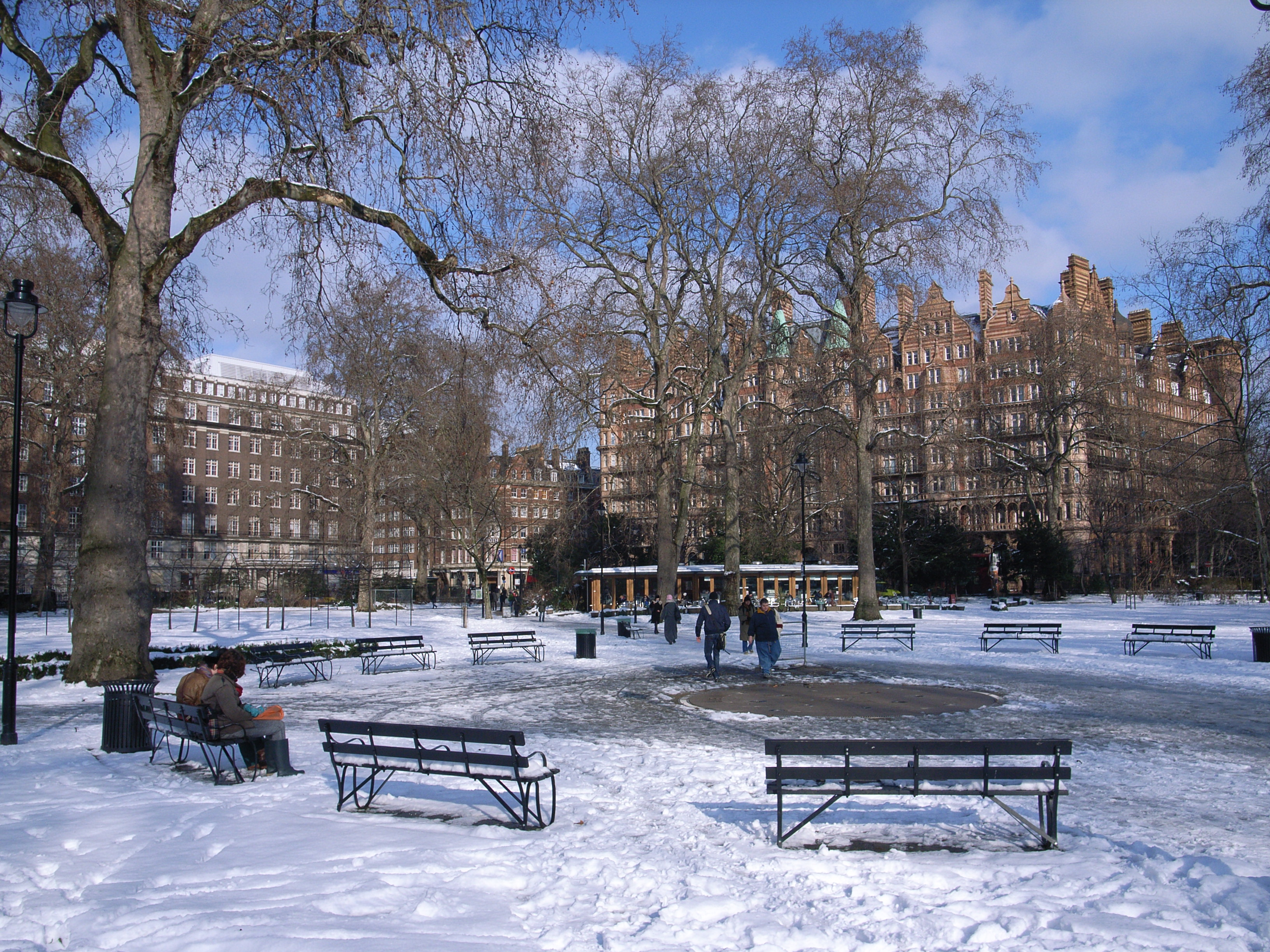
雪のラッセル・スクウェア
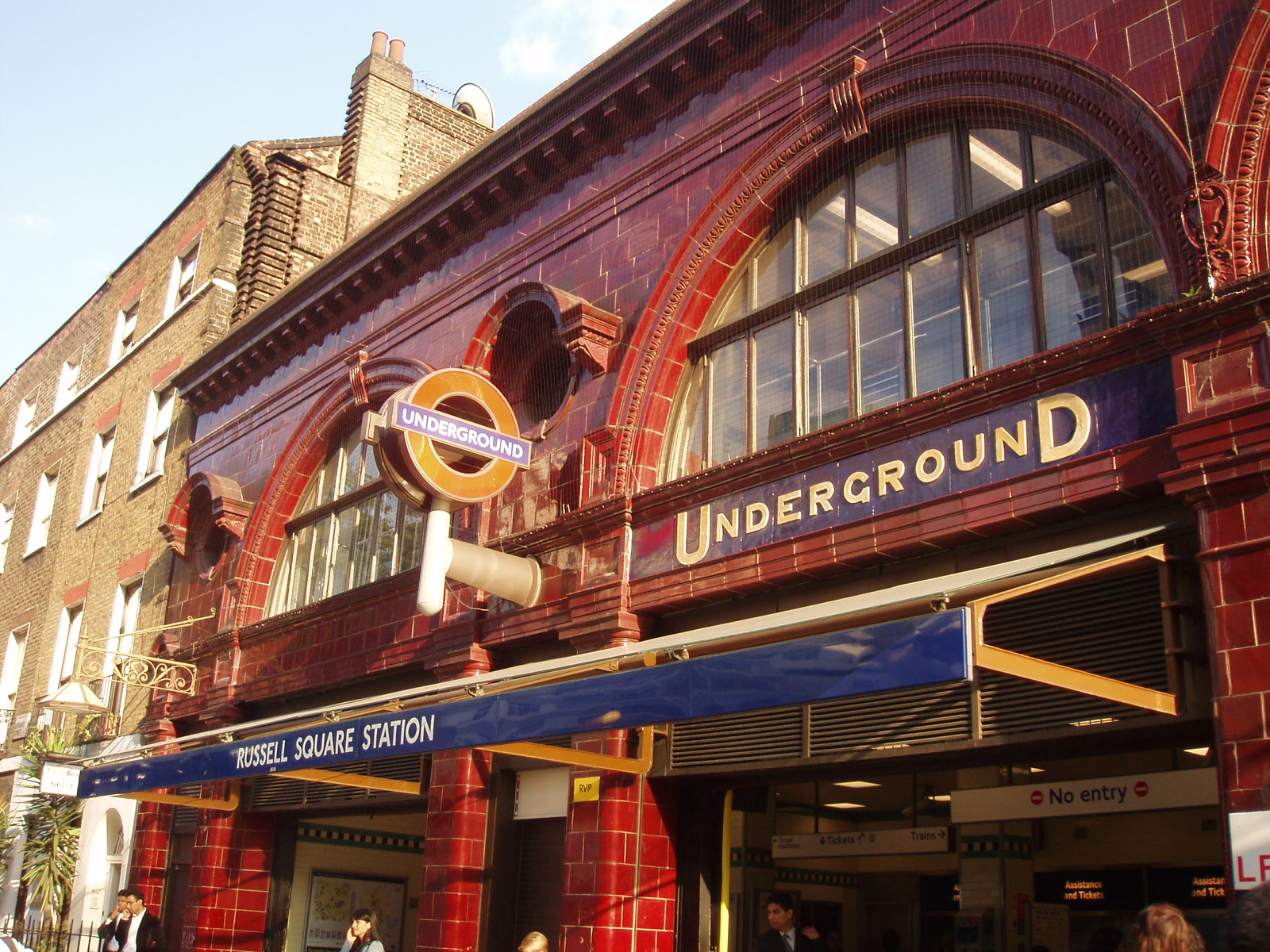
ラッセル・スクウェア駅
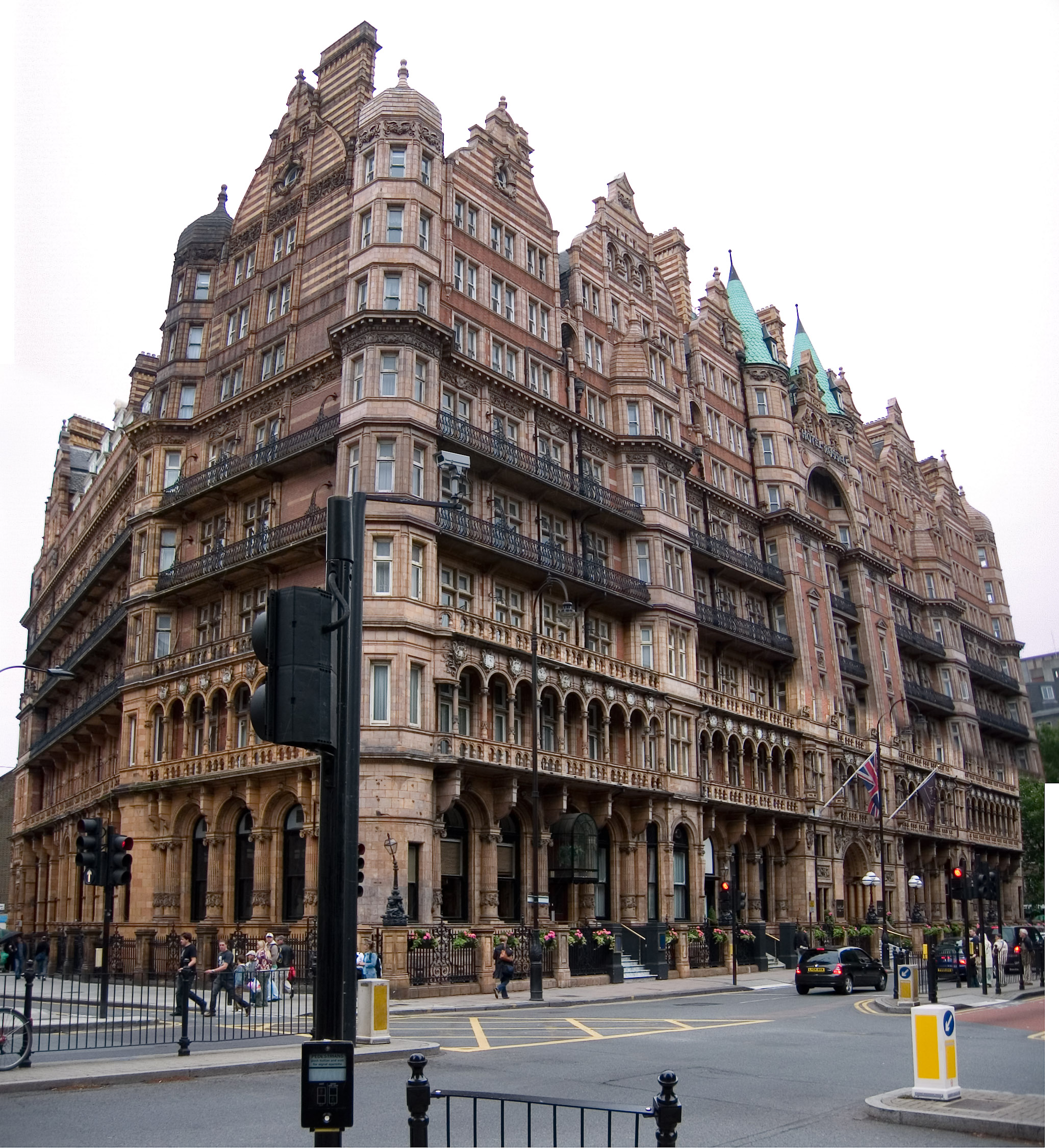
ホテル・ラッセル
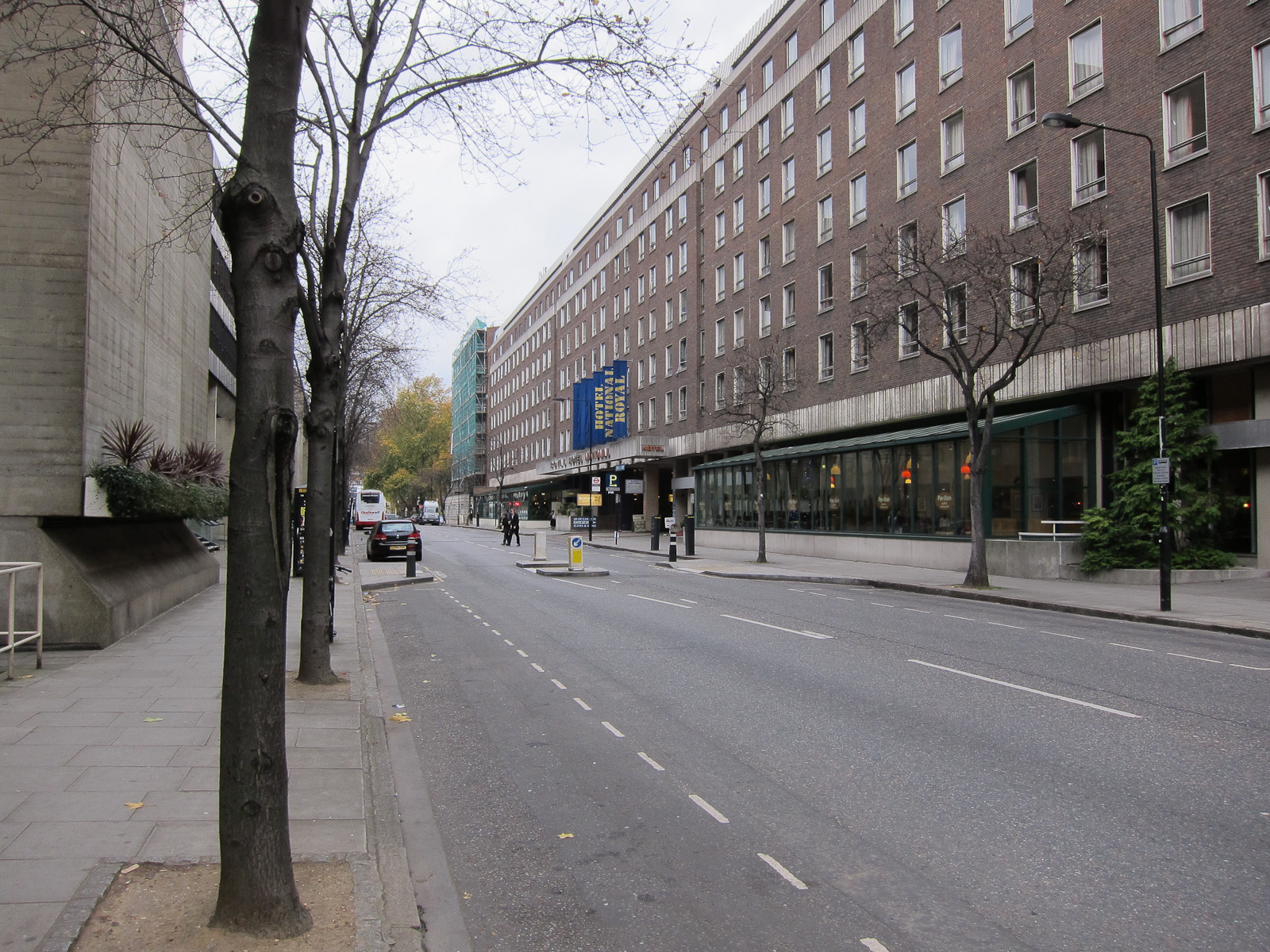
ロイヤル・ナショナル・ホテル